# Commandant de camp de concentration nazi
Pour autres acceptions du terme, voir Commandant (homonymie).
Le commandant (allemand : KZ-Kommandant, Lagerkommandant) était le poste de commandement principal au sein du service SS d'un camp de concentration nazi. Il détenait le grade le plus élevé et était le membre le plus important de l'unité du camp. Le commandant dirigeait le quartier général du camp et était responsable de tous les problèmes du camp de concentration nazi. Les règlements de ses fonctions et responsabilités provenaient de l'Inspection des camps de concentration (IKL).
Sa tâche la plus importante était d'assurer la sécurité du camp. Par conséquent, tout le personnel SS était tenu de lui signaler tout incident important concernant le camp. Le commandant devait rester constamment à son poste ; une absence de plus de 24 heures nécessitait l'accord de l'Inspection des camps de concentration. En cas d'alarme provoquée par une rébellion ou une fuite, tout le personnel était soumis à son commandement et il avait le contrôle total de l'émission des ordres et des commandes.
Le commandant devait informer les subordonnés de leurs tâches, des problèmes de sécurité du camp et du traitement des prisonniers. Il surveillait également les affaires de l'emploi des prisonniers, fixant, entre autres, les heures de travail. Le commandant s'est vu attribuer un adjudant, ou commandant adjoint, responsable de l'exécution immédiate, complète et précise des ordres du commandant (Lagerführer). Les autres membres du personnel SS étaient subordonnés au commandant adjoint. Dans les plus grands camps de concentration, les rangs des commandants allaient principalement du SS-Hauptsturmführer au SS-Obersturmbannführer.
Le commandant avait autorité sur toutes les questions disciplinaires concernant le personnel SS du camp de concentration. Les départements individuels du camp de concentration relevaient de leurs parties respectives de l'Inspection des camps de concentration, mais il y avait des exceptions. L'IKL supervisait directement la Wachtruppe (unité de garde), les adjudants et les Schutzhaftlagerführer.

## Liste des commandants de camps de concentration nazis
| Camp                     | Commandant             | Début              | Fin                         |
| ------------------------ | ---------------------- | ------------------ | --------------------------- |
| Arbeitsdorf              | Martin Gottfried Weiss | Avril 1942         | Juillet 1942                |
| Arbeitsdorf              | Wilhelm Schitli (en)   | Juillet 1942       | Octobre 1942                |
| Auschwitz I (Stammlager) | Rudolf Höss            | 4 mai 1940         | 10 novembre 1943            |
| Auschwitz I (Stammlager) | Arthur Liebehenschel   | 11 novembre 1943   | 8 mai 1944                  |
| Auschwitz I (Stammlager) | Richard Baer           | 11 mai 1944        | 27 janvier 1945             |
| Auschwitz II (Birkenau)  | Friedrich Hartjenstein | 22 novembre 1943   | 8 mai 1944                  |
| Auschwitz II (Birkenau)  | Josef Kramer           | 8 mai 1944         | 25 novembre 1944            |
| Auschwitz III (Monowitz) | Heinrich Schwarz       | 11 novembre 1943   | 17 janvier 1945             |
| Bełżec                   | Christian Wirth        | Décembre 1941      | Août 1942                   |
| Bełżec                   | Gottlieb Hering        | Août 1942          | Juin 1943                   |
| Bergen-Belsen            | Adolf Haas (de)        | Avril 1943         | 2 décembre 1944             |
| Bergen-Belsen            | Josef Kramer           | 2 décembre 1944    | 15 avril 1945               |
| Buchenwald               | Karl Otto Koch         | Juillet 1937       | Décembre 1941               |
| Buchenwald               | Hermann Pister         | Décembre 1941      | 13 avril 1945               |
| Dachau                   | Hilmar Wäckerle        | 19 avril 1933      | 25 juin 1933                |
| Dachau                   | Theodor Eicke          | 28 juin 1933       | 10 décembre 1934            |
| Dachau                   | Heinrich Deubel        | 10 décembre 1934   | 1er avril 1936              |
| Dachau                   | Hans Loritz            | 1er avril 1936     | 19 février 1940             |
| Dachau                   | Alexander Piorkowski   | 19 février 1940    | 1er septembre 1942          |
| Dachau                   | Martin Gottfried Weiss | 1er septembre 1942 | 31 octobre 1943             |
| Dachau                   | Eduard Weiter          | 1er octobre 1943   | 26 avril 1945               |
| Flossenbürg              | Jakob Weiseborn        | Mai 1938           | 20 janvier 1939             |
| Flossenbürg              | Karl Künstler          | 20 janvier 1939    | 10 août 1942                |
| Flossenbürg              | Karl Fritzsch          | 10 août 1942       | Septembre 1942              |
| Flossenbürg              | Egon Zill              | Septembre 1942     | 29 avril 1943               |
| Flossenbürg              | Max Koegel             | 29 avril 1943      | 23 avril 1945               |
| Gross-Rosen              | Arthur Rödl            | 1er mai 1941       | 15 septembre 1942           |
| Gross-Rosen              | Wilhelm Gideon (en)    | 15 septembre 1942  | 10 octobre 1943             |
| Gross-Rosen              | Johannes Hassebroek    | 11 octobre 1943    | Février 1945                |
| Herzogenbusch            | Karl Chmielewski       | 5 janvier 1943     | Octobre 1943                |
| Herzogenbusch            | Adam Grünewald         | Octobre 1943       | Janvier 1944                |
| Herzogenbusch            | Hans Hüttig            | Février 1944       | Septembre 1944              |
| Kovno                    | Wilhelm Göcke (en)     | Septembre 1943     | Juillet 1944 (probablement) |
| Majdanek                 | Karl Otto Koch         | Septembre 1941     | Août 1942                   |
| Majdanek                 | Max Koegel             | Août 1942          | Novembre 1942               |
| Majdanek                 | Hermann Florstedt      | Novembre 1942      | Octobre 1943                |
| Majdanek                 | Martin Gottfried Weiss | Novembre 1943      | Mai 1944                    |
| Majdanek                 | Arthur Liebehenschel   | Mai 1944           | 22 juillet 1944             |
| Mauthausen-Gusen         | Albert Sauer           | 8 août 1938        | 17 février 1939             |
| Mauthausen-Gusen         | Franz Ziereis          | 17 février 1939    | 5 mai 1945                  |
| Mittelbau-Dora           | Otto Förschner         | Octobre 1944       | Janvier 1945                |
| Mittelbau-Dora           | Richard Baer           | Février 1945       | Avril 1945                  |
| Natzweiler-Struthof      | Hans Hüttig            | Avril 1941         | Mars 1942                   |
| Natzweiler-Struthof      | Egon Zill              | Mai 1942           | 25 octobre 1942             |
| Natzweiler-Struthof      | Josef Kramer           | 25 octobre 1942    | 4 mai 1944                  |
| Natzweiler-Struthof      | Friedrich Hartjenstein | 9 mai 1944         | Janvier 1945                |
| Natzweiler-Struthof      | Heinrich Schwarz       | Février 1945       | Avril 1945                  |
| Neuengamme               | Walter Eisfeld         | Février 1940       | Mars 1940                   |
| Neuengamme               | Martin Gottfried Weiss | Avril 1940         | Août 1942                   |
| Neuengamme               | Max Pauly              | Septembre 1942     | 4 mai 1945                  |
| Płaszów                  | Amon Göth              | Février 1943       | 13 septembre 1944           |
| Płaszów                  | Arnold Büscher (en)    | Septembre 1944     | Janvier 1945 (probablement) |
| Ravensbrück              | Günther Tamaschke (en) | Mai 1939           | Août 1939                   |
| Ravensbrück              | Max Koegel             | Janvier 1940       | Août 1942                   |
| Ravensbrück              | Fritz Suhren           | 1er septembre 1942 | 30 avril 1945               |
| Riga-Kaiserwald          | Eduard Roschmann       | Avril 1943         | Septembre 1944              |
| Sachsenhausen            | Michel Lippert         | Juillet 1936       | Octobre 1936                |
| Sachsenhausen            | Karl Otto Koch         | Octobre 1936       | Juillet 1937                |
| Sachsenhausen            | Hans Helwig            | 1er août 1937      | Avril 1938                  |
| Sachsenhausen            | Hermann Baranowski     | 1er mai 1938       | Septembre 1939              |
| Sachsenhausen            | Walter Eisfeld         | Septembre 1939     | Janvier 1940                |
| Sachsenhausen            | Hans Loritz            | 1er avril 1940     | Septembre 1942              |
| Sachsenhausen            | Anton Kaindl           | Septembre 1942     | 22 avril 1945               |
| Sobibór                  | Franz Stangl           | 28 avril 1942      | 30 août 1942                |
| Sobibór                  | Franz Reichleitner     | 1er septembre 1942 | 17 octobre 1943             |
| Stutthof                 | Max Pauly              | Octobre 1939       | Août 1942                   |
| Stutthof                 | Paul Werner Hoppe      | Août 1942          | Avril 1945                  |
| Treblinka                | Irmfried Eberl         | 11 juillet 1942    | 26 août 1942                |
| Treblinka                | Franz Stangl           | 1er septembre 1942 | Août 1943                   |
| Treblinka                | Kurt Franz             | Août 1943          | Novembre 1943               |
| Vaivara                  | Hans Aumeier           | Septembre 1943     | Juin 1944                   |
| Varsovie                 | Wilhelm Göcke (en)     | Juin 1943          | Septembre 1943              |
| Varsovie                 | Nikolaus Herbet (en)   | Septembre 1943     | Juillet 1944 (probablement) |